# Rangamati
Rangamati este un oraș din Bangladesh.